# Zielnowo (gromada)
Zielnowo – dawna gromada, czyli najmniejsza jednostka podziału terytorialnego Polskiej Rzeczypospolitej Ludowej w latach 1954–1972.
Gromady, z gromadzkimi radami narodowymi (GRN) jako organami władzy najniższego stopnia na wsi, funkcjonowały od reformy reorganizującej administrację wiejską przeprowadzonej jesienią 1954 do momentu ich zniesienia z dniem 1 stycznia 1973, tym samym wypierając organizację gminną w latach 1954–1972.
Gromadę Zielnowo z siedzibą GRN w Zielnowie utworzono – jako jedną z 8759 gromad na obszarze Polski – w powiecie grudziądzkim w woj. bydgoskim, na mocy uchwały nr 24/6 WRN w Bydgoszczy z dnia 5 października 1954. W skład jednostki weszły obszary dotychczasowych gromad Wiktorowo, Zielnowo i Dębiniec ze zniesionej gminy Radzyń w powiecie grudziądzkim oraz przysiółek Gziki z dotychczasowej gromady Stanisławki ze zniesionej gminy Wąbrzeźno w powiecie wąbrzeskim w tymże województwie. Dla gromady ustalono 17 członków gromadzkiej rady narodowej.
1 stycznia 1956 gromadę włączono do powiatu wąbrzeskiego w tymże województwie.
Gromadę zniesiono 31 grudnia 1959, a jej obszar włączono do gromady Fijewo w tymże powiecie.